# Chris Cook (nuotatore)
Christopher Anthony Cook, detto Chris (South Shields, 5 maggio 1979), è un ex nuotatore britannico.
Specializzato nella rana, ha partecipato alle Olimpiadi di Atene 2004.

## Palmarès
- Mondiali in vasca corta

Shanghai 2006: bronzo nei 50m rana.
- Europei in vasca corta

Trieste 2005: bronzo nella 4x50m misti.
- Giochi del Commonwealth

Melbourne 2006: oro nei 50m rana e nei 100m rana e argento nella 4x100m misti.